# Patrulha militar nos Jogos Olímpicos de Inverno de 1928

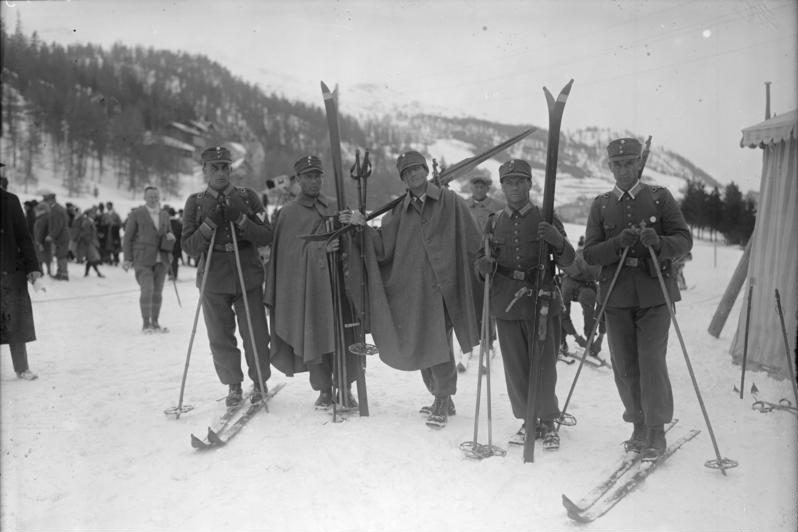
Equipe alemã da patrulha militar em 1928.

O programa da patrulha militar nos Jogos Olímpicos de Inverno de 1928 consistiu de apenas uma prova, a masculina por equipes. O evento foi apenas de demonstração e não distribuiu medalhas.

## Resultados
| Pos. | Equipe                                                                                          | Tempo     |
| ---- | ----------------------------------------------------------------------------------------------- | --------- |
| 1    | NOR Noruega Ole Reistad, Leif Skagnæs, Ole Stenen, Reidar Ødegaard                              | 3:50:47   |
| 2    | FIN Finlândia Eino Hjalmar Kuvaja, Kalle Tukkurainen, Esko Järvinen, Veikko Hannes Ruotsalainen | 3:54:37   |
| 3    | SUI Suíça Fritz Kuhn, Hugo Lehner, Otto Fuhrer, Anton Julen                                     | 3:55:04   |
| 4    | ITA Itália Enrico Silvestri, Daniele Pellissier, Antonio Herin, Piero Maquignaz                 | 4:07:30   |
| 5    | GER Alemanha Franz Raithel, Stefan Kistler, Josef Rehm, Ludwig Mayer                            | 4:15:02 ½ |
| 6    | TCH Checoslováquia Otakar Německý, Josef Klouček, Jan Bedřich, Robert Möhwald                   | 4:15:07 ½ |
| 7    | POL Polônia Zbigniew Wóycicki, Władysław Żytkowicz, Bronisław Czech, Tadeusz Zaydel             | 4:39:45   |
| 8    | ROM Romênia Toma Calista, Constantin Pascu, Ioan Rucǎreanu, Ion Zǎgǎnescu                       | 5:00:16   |
| 9    | FRA França Marcel Pourchier, R. Mandrillon, R. Gindre, M. Perrier                               | 5:20:26   |